# فهرست مدال‌آوران کشتی آزاد ایران
فهرست در برگیرندهٔ کشتی‌گیران آزاد کار ایرانی حاضر در مسابقات منطقه‌ای، قاره‌ای و جهانی است که توسط اتحادیه جهانی کشتی (فیلا) برگزار شده‌است.

## المپیک
| سال       | محل برگزاری   | مدال‌آوران                  | مدال‌آوران                             | مدال‌آوران                                   |
| سال       | محل برگزاری   | طلا                        | نقره                                  | برنز                                        |
| --------- | ------------- | -------------------------- | ------------------------------------- | ------------------------------------------- |
| ۱۹۰۴–۱۹۳۶ | ۱۹۰۴–۱۹۳۶     | شرکت نکرده است             | شرکت نکرده است                        | شرکت نکرده است                              |
| ۱۹۴۸      | لندن          | —                          | —                                     | —                                           |
| ۱۹۵۲      | هلسینکی       | —                          | ناصر گیوه‌چی غلامرضا تختی              | محمود ملاقاسمی جهانبخت توفیق عبدالله مجتبوی |
| ۱۹۵۶      | ملبورن        | امامعلی حبیبی غلامرضا تختی | محمدعلی خجسته‌پور محمدمهدی یعقوبی      | —                                           |
| ۱۹۶۰      | رم            | —                          | غلامرضا تختی                          | محمدابراهیم سیف‌پور                          |
| ۱۹۶۴      | توکیو         | —                          | —                                     | علی‌اکبر حیدری محمدعلی صنعت‌کاران             |
| ۱۹۶۸      | مکزیکو سیتی   | عبدالله موحد               | —                                     | ابوطالب طالبی شمس‌الدین سیدعباسی             |
| ۱۹۷۲      | مونیخ         | —                          | —                                     | ابراهیم جوادی                               |
| ۱۹۷۶      | مونترآل       | —                          | منصور برزگر                           | —                                           |
| ۱۹۸۰–۱۹۸۴ | ۱۹۸۰–۱۹۸۴     | شرکت نکرده است             | شرکت نکرده است                        | شرکت نکرده است                              |
| ۱۹۸۸      | سئول          | —                          | عسکری محمدیان                         | —                                           |
| ۱۹۹۲      | بارسلون       | —                          | عسکری محمدیان                         | امیررضا خادم رسول خادم                      |
| ۱۹۹۶      | آتلانتا       | رسول خادم                  | عباس جدیدی                            | امیررضا خادم                                |
| ۲۰۰۰      | سیدنی         | علیرضا دبیر                | —                                     | —                                           |
| ۲۰۰۴      | آتن           | —                          | مسعود مصطفی جوکار علی‌رضا رضایی        | علیرضا حیدری                                |
| ۲۰۰۸      | پکن           | —                          | —                                     | مراد محمدی                                  |
| ۲۰۱۲      | لندن          | کمیل قاسمی                 | صادق گودرزی                           | احسان لشگری                                 |
| ۲۰۱۶      | ریو دو ژانیرو | حسن یزدانی                 | کمیل قاسمی                            | حسن رحیمی                                   |
| ۲۰۲۰      | توکیو         | —                          | حسن یزدانی                            | امیرحسین زارع                               |
| ۲۰۲۴      | پاریس         | —                          | رحمان عموزاد حسن یزدانی امیرحسین زارع | امیرعلی آذرپیرا                             |

## قهرمانی جهان
| سال       | محل برگزاری    | مدال‌آوران                                                                      | مدال‌آوران                              | مدال‌آوران                               | رتبهٔ تیم       |
| سال       | محل برگزاری    | طلا                                                                            | نقره                                   | برنز                                    | رتبهٔ تیم       |
| --------- | -------------- | ------------------------------------------------------------------------------ | -------------------------------------- | --------------------------------------- | -------------- |
| ۱۹۵۱      | هلسینکی        | —                                                                              | محمود ملاقاسمی غلامرضا تختی            | محمدمهدی یعقوبی عبدالله مجتبوی          | چهارم          |
| ۱۹۵۴      | توکیو          | جهانبخت توفیق عباس زندی                                                        | محمدعلی فردین                          | —                                       | سوم            |
| ۱۹۵۷      | استانبول       | نبی سروری                                                                      | حسین ملاقاسمی                          | —                                       | سوم            |
| ۱۹۵۹      | تهران          | امامعلی حبیبی غلامرضا تختی                                                     | —                                      | —                                       | چهارم          |
| ۱۹۶۱      | یوکوهاما       | محمدابراهیم سیف‌پور محمدعلی صنعت‌کاران امامعلی حبیبی منصور مهدی‌زاده غلامرضا تختی | نصرالله سلطانی‌نژاد                     | حمید توکل                               | اول            |
| ۱۹۶۲      | تولیدو، اوهایو | امامعلی حبیبی منصور مهدی‌زاده                                                   | محمد خادم غلامرضا تختی                 | —                                       | سوم            |
| ۱۹۶۳      | صوفیه          | —                                                                              | محمدابراهیم سیف‌پور                     | منصور مهدی‌زاده                          | پنجم           |
| ۱۹۶۵      | منچستر         | محمدابراهیم سیف‌پور عبدالله موحد منصور مهدی‌زاده                                 | محمدعلی فرخیان محمدعلی صنعت‌کاران       | —                                       | اول            |
| ۱۹۶۶      | تولیدو، اوهایو | عبدالله موحد                                                                   | —                                      | ابوطالب طالبی حسین تهامی ابوالفضل انوری | چهارم          |
| ۱۹۶۷      | دهلی نو        | عبدالله موحد                                                                   | —                                      | ابوطالب طالبی                           | سوم            |
| ۱۹۶۹      | مار دل پلاتا   | ابراهیم جوادی عبدالله موحد                                                     | محمد قربانی شمس‌الدین سیدعباسی          | ابوطالب طالبی ابوالفضل انوری            | سوم            |
| ۱۹۷۰      | ادمونتون       | ابراهیم جوادی شمس‌الدین سیدعباسی عبدالله موحد                                   | محمد فرهنگ‌دوست                         | محمد قربانی                             | سوم            |
| ۱۹۷۱      | صوفیه          | ابراهیم جوادی محمد قربانی                                                      | شمس‌الدین سیدعباسی محمد فرهنگ‌دوست       | —                                       | دوم            |
| ۱۹۷۳      | تهران          | ابراهیم جوادی محسن فره‌وشی منصور برزگر                                          | —                                      | محمدرضا نوایی                           | دوم            |
| ۱۹۷۴      | استانبول       | —                                                                              | رمضان خدر                              | —                                       | هفتم           |
| ۱۹۷۵      | مینسک          | —                                                                              | منصور برزگر                            | —                                       | هشتم           |
| ۱۹۷۷      | لوزان          | —                                                                              | منصور برزگر                            | —                                       | ششم            |
| ۱۹۷۸      | مکزیکو سیتی    | —                                                                              | محمدحسین محبی رضا سوخته‌سرایی           | محمد بزم‌آور محمد رضایی                  | سوم            |
| ۱۹۷۹      | ۱۹۷۹           | شرکت نکرده است                                                                 | شرکت نکرده است                         | شرکت نکرده است                          | شرکت نکرده است |
| ۱۹۸۱      | اسکوپیه        | —                                                                              | رضا سوخته‌سرایی                         | —                                       | پنجم           |
| ۱۹۸۲      | ادمونتون       | —                                                                              | —                                      | —                                       | ششم            |
| ۱۹۸۳      | ۱۹۸۳           | شرکت نکرده است                                                                 | شرکت نکرده است                         | شرکت نکرده است                          | شرکت نکرده است |
| ۱۹۸۵      | بوداپست        | —                                                                              | مجید ترکانمحمدحسن محبی                 | —                                       | سیزدهم         |
| ۱۹۸۶–۱۹۸۷ | ۱۹۸۶–۱۹۸۷      | شرکت نکرده است                                                                 | شرکت نکرده است                         | شرکت نکرده است                          | شرکت نکرده است |
| ۱۹۸۹      | مارتینی، سوئیس | علی‌رضا سلیمانی                                                                 | عسکری محمدیان                          | مجید ترکان                              | پنجم           |
| ۱۹۹۰      | توکیو          | مجید ترکان                                                                     | —                                      | امیررضا خادم محمدحسن محبی               | چهارم          |
| ۱۹۹۱      | وارنا          | امیررضا خادم                                                                   | —                                      | اویس ملاح                               | سوم            |
| ۱۹۹۳      | تورنتو         | اکبر فلاح                                                                      | غلام‌رضا محمدی                          | —                                       | هفتم           |
| ۱۹۹۴      | استانبول       | رسول خادم                                                                      | محمد طلایی                             | غلام‌رضا محمدی بهروز یاری                | چهارم          |
| ۱۹۹۵      | آتلانتا        | رسول خادم                                                                      | غلام‌رضا محمدی اکبر فلاح                | عباس جدیدی                              | 2nd            |
| ۱۹۹۷      | کراسنویارسک    | محمد طلایی عباس حاج‌کناری                                                       | —                                      | علیرضا حیدری                            | سوم            |
| ۱۹۹۸      | تهران          | علیرضا دبیر علیرضا حیدری عباس جدیدی                                            | عباس حاج‌کناری رسول خادم                | غلام‌رضا محمدی                           | اول            |
| ۱۹۹۹      | آنکارا         | —                                                                              | علیرضا دبیر علیرضا حیدری               | عباس جدیدی                              | چهارم          |
| ۲۰۰۱      | صوفیه          | —                                                                              | بابک نورزاد علیرضا دبیر امیر توکلیان   | —                                       | سوم            |
| ۲۰۰۲      | تهران          | مهدی حاجی‌زاده                                                                  | علیرضا دبیر علیرضا حیدری               | محمد طلایی مجید خدایی                   | اول            |
| ۲۰۰۳      | نیویورک        | —                                                                              | علیرضا حیدری                           | علی‌رضا رضایی                            | سوم            |
| ۲۰۰۵      | بوداپست        | —                                                                              | —                                      | مراد محمدی                              | ششم            |
| ۲۰۰۶      | گوانگ‌ژو        | مراد محمدی                                                                     | علی‌اصغر بذری                           | رضا یزدانی فردین معصومی                 | دوم            |
| ۲۰۰۷      | باکو           | —                                                                              | سعید ابراهیمی                          | رضا یزدانی                              | هفتم           |
| ۲۰۰۹      | هرنینگ         | مهدی تقوی                                                                      | فردین معصومی                           | صادق گودرزی                             | سوم            |
| ۲۰۱۰      | مسکو           | —                                                                              | صادق گودرزی                            | مراد محمدی                              | چهارم          |
| ۲۰۱۱      | استانبول       | مهدی تقوی رضا یزدانی                                                           | صادق گودرزی                            | حسن رحیمی                               | دوم            |
| ۲۰۱۳      | بوداپست        | حسن رحیمی رضا یزدانی                                                           | عزت‌الله اکبری                          | مسعود اسماعیل‌پور احسان لشگری            | اول            |
| ۲۰۱۴      | تاشکند         | —                                                                              | مسعود اسماعیل‌پور احمد محمدی کمیل قاسمی | حسن رحیمی محمدحسین محمدیان              | دوم            |
| ۲۰۱۵      | لاس وگاس       | —                                                                              | حسن رحیمی حسن یزدانی                   | احمد محمدی علیرضا کریمی                 | دوم            |
| ۲۰۱۶      | بوداپست        | —                                                                              | —                                      | مصطفی حسین‌خانی                          | —              |
| ۲۰۱۷      | پاریس          | حسن یزدانی                                                                     | —                                      | —                                       | نهم            |
| ۲۰۱۸      | بوداپست        | —                                                                              | —                                      | حسن یزدانی پرویز هادی علیرضا کریمی      | ششم            |
| ۲۰۱۹      | نورسلطان       | حسن یزدانی                                                                     | علیرضا کریمی                           | بهنام احسان‌پور یونس امامی               | سوم            |
| ۲۰۲۱      | اسلو           | حسن یزدانی امیرحسین زارع کامران قاسم‌پور                                        | علیرضا سرلک امیرمحمد یزدانی محمد نخودی | مجتبی گلیج                              | سوم            |
| ۲۰۲۲      | بلگراد         | رحمان عموزاد کامران قاسم‌پور                                                    | حسن یزدانی محمد نخودی رضا اطری         | امیرحسین زارع یونس امامی                | دوم            |
| ۲۰۲۳      | بلگراد         | امیرحسین زارع                                                                  | حسن یزدانی امیرمحمد یزدانی             | محمد نخودی                              | دوم            |
| ۲۰۲۴      | تیرانا         | —                                                                              | —                                      | محمد نخودی                              | سوم            |

## بازی‌های آسیایی
| سال  | محل برگزاری | مدال‌آوران                                                                           | مدال‌آوران                                                               | مدال‌آوران                                       |
| سال  | محل برگزاری | طلا                                                                                 | نقره                                                                    | برنز                                            |
| ---- | ----------- | ----------------------------------------------------------------------------------- | ----------------------------------------------------------------------- | ----------------------------------------------- |
| ۱۹۵۴ | ۱۹۵۴        | شرکت نکرده است                                                                      | شرکت نکرده است                                                          | شرکت نکرده است                                  |
| ۱۹۵۸ | توکیو       | امامعلی حبیبی غلامرضا تختی عباس زندی                                                | خلیل رعیت‌پناه جهانبخت توفیق نبی سروری                                   | غلامحسین زندی ناصر گیوه‌چی                       |
| ۱۹۶۲ | ۱۹۶۲        | شرکت نکرده است                                                                      | شرکت نکرده است                                                          | شرکت نکرده است                                  |
| ۱۹۶۶ | بانکوک      | عبدالله موحد منصور مهدی‌زاده اسکندر فیلابی                                           | علی‌اکبر حیدری محمدعلی فرخیان محمدابراهیم سیف‌پور حسین تهامی محمد معزی‌پور | —                                               |
| ۱۹۷۰ | بانکوک      | ابراهیم جوادی محمد قربانی شمس‌الدین سیدعباسی عبدالله موحد داریوش ذاکری اسکندر فیلابی | محمد فرهنگ‌دوست Ali Hajiloo                                              | ابوالفضل انوری                                  |
| ۱۹۷۴ | تهران       | ابراهیم جوادی محسن فره‌وشی منصور برزگر حمید علی‌دوستی اسکندر فیلابی                   | سبحان روحی محمد خرمی رضا خرمی رضا سوخته‌سرایی                            | محمدرضا نوایی                                   |
| ۱۹۷۸ | ۱۹۷۸        | شرکت نکرده است                                                                      | شرکت نکرده است                                                          | شرکت نکرده است                                  |
| ۱۹۸۲ | دهلی نو     | محمدحسین محبی محمدحسن محبی رضا سوخته‌سرایی                                           | محمدحسین دباغی عسکری محمدیان                                            | احمد رضایی محمود مرادی‌گنجی                      |
| ۱۹۸۶ | سئول        | مجید ترکان عسکری محمدیان علی‌رضا سلیمانی                                             | یعقوب نجفی جویباری الله‌مراد زرینی محمدحسن محبی                          | اکبر فلاح علی اکبرنژاد محمدحسین محبی کاظم غلامی |
| ۱۹۹۰ | پکن         | اویس ملاح بهروز یاری رضا سوخته‌سرایی                                                 | رسول خادم آیت واگذاری                                                   | جلیل جهانشاهی ایوب بنی‌نصرت                      |
| ۱۹۹۴ | هیروشیما    | نادر رحمتی علی اکبرنژاد بهروز یاری امیررضا خادم رسول خادم ابراهیم مهربان            | ایوب بنی‌نصرت                                                            | اویس ملاح رضا صفایی                             |
| ۱۹۹۸ | بانکوک      | امیر توکلیان علیرضا حیدری عباس جدیدی علی‌رضا رضایی                                   | بهنام طیبی                                                              | محمد طلایی                                      |
| ۲۰۰۲ | بوسان       | علیرضا حیدری                                                                        | علیرضا دبیر عباس جدیدی                                                  | محمد رضایی مهدی حاجی‌زاده                        |
| ۲۰۰۶ | دوحه        | مراد محمدی علی‌اصغر بذری رضا یزدانی علیرضا حیدری                                     | فردین معصومی                                                            | —                                               |
| ۲۰۱۰ | گوانگ‌ژو     | صادق گودرزی جمال میرزایی رضا یزدانی                                                 | مهدی تقوی                                                               | فردین معصومی                                    |
| ۲۰۱۴ | اینچئون     | مسعود اسماعیل‌پور میثم مصطفی جوکار رضا یزدانی پرویز هادی                             | عزت‌الله اکبری                                                           | —                                               |
| ۲۰۱۸ | جاکارتا     | حسن یزدانی علیرضا کریمی پرویز هادی                                                  | —                                                                       | رضا اطری                                        |
| ۲۰۲۲ | هانگژو      | یونس امامی حسن یزدانی امیرحسین زارع                                                 | رحمان عموزاد مجتبی گلیج                                                 | —                                               |

## مسابقات قهرمانی آسیا
| سال  | محل برگزاری     | مدال‌آوران | مدال‌آوران                                                | مدال‌آوران                                                                | رتبهٔ تیم |
| سال  | محل برگزاری     | طلا | نقره                                                     | برنز                                                                     | رتبهٔ تیم |
| ---- | --------------- | --- | -------------------------------------------------------- | ------------------------------------------------------------------------ | -------- |
| ۱۹۷۹ | جلندر           | محمدحسین محبی جبار مهدیون محمدحسن محبی رضا سوخته‌سرایی                                                         | سید رسول حسینی علی عبدلی                                 | سبحان روحی جهاندار عبدالباقر علی‌رضا سلیمانی                              | اول      |
| ۱۹۸۱ | لاهور           | یعقوب نجفی جویباری سید رسول حسینی احمد رضایی حسن حمیدی محمدحسین محبی محمدحسن محبی هاشم کلاهی علی‌رضا سلیمانی   | جبار مهدیون                                              | محمد بزم‌آور                                                              | اول      |
| ۱۹۸۳ | تهران           | مجید ترکان یعقوب نجفی جویباری عسکری محمدیان خسرو پیشرو عزیز واگذاری محمدحسین محبی محمدحسن محبی علی‌رضا سلیمانی | محسن کاوه حسین گلابی                                     | —                                                                        | اول      |
| ۱۹۸۷ | بمبئی           | آیت واگذاری محمدحسین محبی محمدحسن محبی علی‌رضا سلیمانی                                                         | —                                                        | یعقوب نجفی جویباری محمد ذوالفقاری حمید غفوریان مهدی محبی                 | اول      |
| ۱۹۸۸ | اسلام‌آباد       | علی اکبرنژاد بهروز یاری الله‌مراد زرینی محمدرضا توپچی مهدی محبی علی‌رضا لرستانی                                 | اکبر فلاح                                                | نادر رحمتی علی اکبر دودانگه جلیل جهانشاهی                                | اول      |
| ۱۹۸۹ | اوآرای          | مجید ترکان بهروز یاری محمدحسن محبی محمدرضا توپچی علی‌رضا سلیمانی                                               | عسکری محمدیان                                            | تقی اکبرنژاد محمدحسین محبی                                               | اول      |
| ۱۹۹۱ | دهلی نو         | ناصر زینل‌نیا مجید ترکان تقی اکبرنژاد علی اکبرنژاد رسول خادم محمدرضا توپچی علی‌رضا سلیمانی                      | امیررضا خادم                                             | اردشیر بلند اقبال                                                        | اول      |
| ۱۹۹۲ | تهران           | امیررضا خادم رسول خادم کاظم غلامی علی‌رضا لرستانی                                                              | مجید ترکان اویس ملاح محمد ذوالفقاری اکبر فلاح عباس جدیدی | —                                                                        | اول      |
| ۱۹۹۳ | اولان‌باتور      | بهروز یاری امیررضا خادم رسول خادم عباس جدیدی ایوب بنی‌نصرت                                                     | اویس ملاح علی اکبرنژاد                                   | ناصر زینل‌نیا علیرضا رضایی‌منش                                             | اول      |
| ۱۹۹۵ | مانیل           | امیر توکلیان عیسی مومنی رسول خادم منصور عابدیان                                                               | اویس ملاح                                                | حسین کریمی ایوب بنی‌نصرت                                                  | اول      |
| ۱۹۹۶ | زیااوشان        | رسول خادم عباس جدیدی ابراهیم مهربان                                                                           | —                                                        | بهنام طیبی محمد طلایی عباس حاج‌کناری امیر توکلیان عیسی مومنی علیرضا حیدری | اول      |
| ۱۹۹۷ | تهران           | عباس حاج‌کناری داوود قنبری علیرضا حیدری عبدالرضا کارگر ابراهیم مهربان                                          | —                                                        | غلام‌رضا محمدی محمد طلایی                                                 | اول      |
| ۱۹۹۹ | تاشکند          | علی اکبر دودانگه علیرضا حیدری علی‌رضا رضایی                                                                    | —                                                        | —                                                                        | سوم      |
| ۲۰۰۰ | گویلین          | — | محمد اصلانی مهدی برائتی                                  | مسعود جمشیدی محمد جواد راسخی علی‌رضا رضایی                                | دوم      |
| ۲۰۰۱ | اولان‌باتور      | بهنام طیبی امیر توکلیان مهدی حاجی‌زاده پژمان درستکار علیرضا حیدری                                              | علی‌رضا رضایی                                             | محمد اصلانی علی بابایی جعفری                                             | اول      |
| ۲۰۰۳ | دهلی نو         | محمد اصلانی مراد محمدی حسن طهماسبی پژمان درستکار علیرضا حیدری علی‌رضا رضایی                                    | رضا رمضان‌زاده                                            | —                                                                        | اول      |
| ۲۰۰۴ | تهران           | مهدی صادق‌نژاد فریدون قنبری فردین معصومی                                                                       | مراد محمدی حسن طهماسبی                                   | محمدحسین خالقی‌فر                                                         | اول      |
| ۲۰۰۵ | ووهان           | مراد محمدی سعید ابراهیمی حمید سیفی                                                                            | حمید محمدنژاد علی‌رضا رضایی                               | تقی داداشی هادی حبیبی                                                    | اول      |
| ۲۰۰۶ | آلماتی          | محمد رضایی هادی حبیبی                                                                                         | مراد محمدی                                               | مجید خدایی حمید سیفی هادی پورعلیجان                                      | اول      |
| ۲۰۰۷ | بیشکک           | حسن طهماسبی مهدی منصوری فردین معصومی                                                                          | میثم مصطفی جوکار امیرعباس مرادی‌گنجی                      | عباس دباغی مهدی تقوی                                                     | اول      |
| ۲۰۰۸ | چجو             | فردین معصومی                                                                                                  | میثم مصطفی جوکار امیرعباس مرادی‌گنجی                      | مراد محمدی                                                               | دوم      |
| ۲۰۰۹ | پاتایا          | مهدی تقوی صادق گودرزی احسان لشگری سعید ابراهیمی فردین معصومی                                                  | —                                                        | حسن رحیمی مسعود اسماعیل‌پور                                               | اول      |
| ۲۰۱۰ | دهلی نو         | مسعود اسماعیل‌پور احسان لشگری رضا یزدانی                                                                       | سعید ریاحی                                               | محمدرضا آذرشکیب                                                          | اول      |
| ۲۰۱۱ | تاشکند          | احسان امینی                                                                                                   | مصطفی آقاجانی عرفان امیری کمیل قاسمی                     | —                                                                        | دوم      |
| ۲۰۱۲ | گومی، کره جنوبی | حسن رحیمی مهدی تقوی صادق گودرزی احسان لشگری پرویز هادی                                                        | مسعود اسماعیل‌پور                                         | عرفان امیری                                                              | اول      |
| ۲۰۱۳ | دهلی نو         | پرویز هادی | —                                                        | عزت‌الله اکبری احسان امینی حامد تاتاری                                    | دوم      |
| ۲۰۱۴ | آستانه          | مسعود اسماعیل‌پور احمد محمدی مصطفی حسین‌خانی رضا افضلی میثم مصطفی جوکار کمیل قاسمی                              | —                                                        | —                                                                        | اول      |
| ۲۰۱۵ | دوحه            | مسعود اسماعیل‌پور پیمان یاراحمدی علیرضا کریمی محمدحسین محمدیان                                                 | بهنام احسان‌پور کمیل قاسمی                                | یونس سرمستی                                                              | اول      |
| ۲۰۱۶ | بانکوک          | میثم نصیری مصطفی حسین‌خانی احسان لشگری رضا یزدانی پرویز هادی                                                   | بهنام احسان‌پور                                           | محمد نادری                                                               | اول      |
| ۲۰۱۷ | دهلی نو         | بهنام احسان‌پور علیرضا کریمی یدالله محبی                                                                       | حسین شهبازی                                              | رضا اطری میثم نصیری حامد رشیدی بهمن تیموری                               | اول      |
| ۲۰۱۸ | بیشکک           | عزت‌الله اکبری حسن یزدانی محمدجواد ابراهیمی                                                                    | مجتبی گلیج                                               | مصطفی حسین‌خانی امین طاهری                                                | دوم      |
| ۲۰۱۹ | شی‌آن            | رضا اطری بهنام احسان‌پور بهمن تیموری کامران قاسم‌پور علیرضا کریمی رضا یزدانی یدالله محبی                        | —                                                        | پیمان بیابانی یونس امامی محمد نخودی                                      | اول      |
| ۲۰۲۰ | دهلی نو         | محمدجواد ابراهیمی مجتبی گلیج                                                                                  | امیرحسین حسینی احمد بذری                                 | امیرحسین مقصودی مصطفی حسین‌خانی علی سوادکوهی پرویز هادی                   | اول      |
| ۲۰۲۱ | آلماتی          | حسن یزدانی کامران قاسم‌پور علی شعبانی                                                                          | علیرضا سرلک مصطفی حسین‌خانی علی سوادکوهی                  | مرتضی قیاسی امین طاهری                                                   | اول      |
| ۲۰۲۲ | اولان‌باتور      | رحمان عموزاد یونس امامی علی سوادکوهی امیرحسین فیروزپور محمدحسین محمدیان یدالله محبی                           | داریوش حضرتقلی‌زاده                                       | محسن مصطفوی                                                              | اول      |
| ۲۰۲۳ | آستانه          | رحمان عموزاد                                                                                                  | علیرضا کریمی                                             | یاسین رضایی امیرحسین کاووسی مجتبی گلیج                                   | سوم      |
| ۲۰۲۴ | بیشکک           | رحمان عموزاد امیرمحمد یزدانی محمد نخودی امیرحسین فیروزپور امیرحسین زارع                                       | —                                                        | حسین ابوذری هادی وفایی پور محمدحسین محمدیان                              | اول      |
| ۲۰۲۵ | امان            | مهدی یوسفی ابوالفضل رحمانی امیرحسین فیروزپور امیررضا معصومی                                                   | میلاد ولی‌زاده                                            | احمد محمدنژاد جوان عباس ابراهیم زاده سینا خلیلی محمدمبین عظیمی           | اول      |

مسابقات استانی تهران فهرست 
محمد محمد حسنی دارنده 1 مدال طلا 
جسارت ها وابسته 
- لیگ برتر کشتی آزاد ایران
- فهرست مدال‌آوران کشتی فرنگی ایران
- پرافتخارترین کشتی‌گیران ایرانی
- کشتی در ایران
- مسابقات جام تختی